# Source du Tonnelet

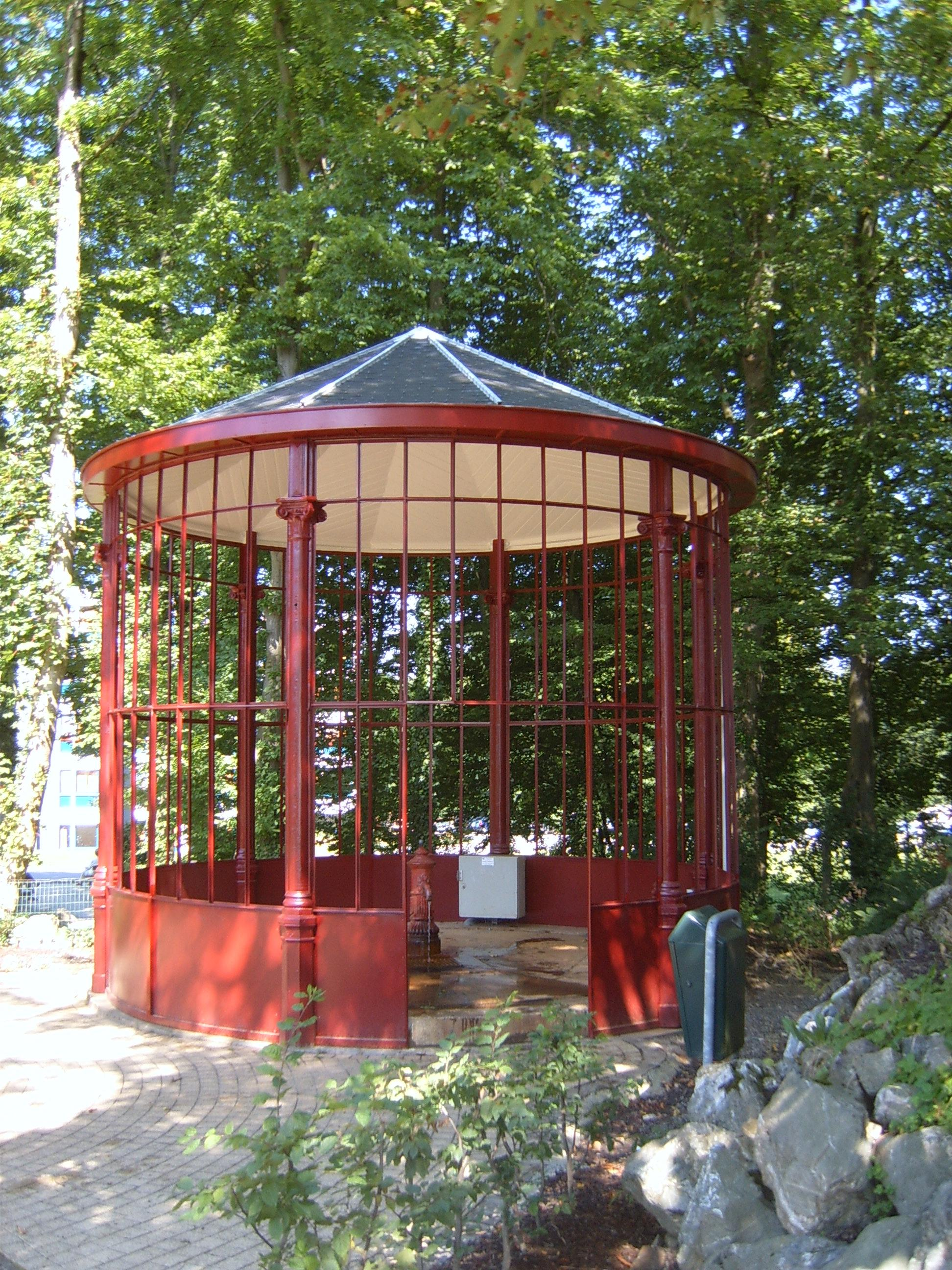
Le pavillon de la source du Tonnelet.

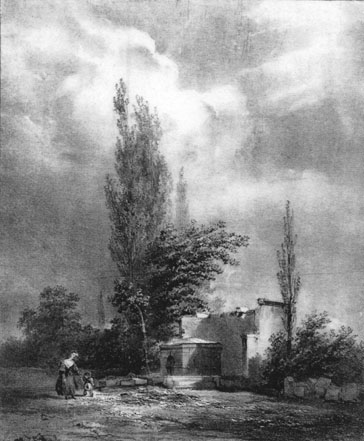
La source du Tonnelet au XVIIIe siècle.

La source du Tonnelet est une source de la région de Spa, localité de Nivezé. Il s'agit d'un pouhon, source ferrugineuse et carbo-gazeuse typique de la haute-Ardenne. Ses eaux sont issues du massif de la fagne de Malchamps.

## Histoire
Mentionnée pour la première fois en 1559, la source du Tonnelet fut d'abord connue sous le nom de source de la Frayneuse,  et ne commença à être exploitée qu'au début du XVIIe siècle. Un petit bâtiment fut construit pour la protéger. Peu populaire au début, elle fut réhabilitée en 1753, et des bains d'importance furent construits à proximité. 
En 1782, l'endroit se présente comme une succession de bassins, éventuellement couverts d'une niche, et alimente un réservoir pour les curistes. Une seconde source fut découverte en 1773, et servit à alimenter une piscine de l'établissement de bains. Une des deux sources disparut cependant en 1865 à la suite du forage de la source Marie-Henriette.      
Étant donné leur éloignement du centre de la ville de Spa, les bains de la source du Tonnelet perdirent peu à peu en fréquentation, et furent carrément négligés à la suite de l'ouverture des établissements de bains du centre-ville. 
En 1883, les architectes L.-J. Devivier et William Hansen établirent les plans de nouveaux bâtiments. Ceux-ci furent achevés en juillet 1884. Ils subsistent toujours, et comportent un restaurant et plusieurs rotondes vitrées dont une abrite la source.
Les abords du site ont fait l'objet d'un réaménagement de la voirie en 2004.